# Metlobo
Metlobo is een dorp in het district Southern in Botswana. De plaats telt 891 inwoners (2011).